# Koronadal
Koronadal é um cidade de  terceira classe de renda da cidade (d) na província Cotabato do Sul, nas Filipinas. De acordo com o censo de 1 de maio  de  2020 possui uma população de 195 398 pessoas e 50 814 domicílios.